# Tunel pod Przełęczą Kowarską
Tunel pod Przełęczą Kowarską – tunel znajdujący się pod Przełęczą Kowarską, pomiędzy miejscowościami Kowary i Ogorzelec. Znajduje się na linii kolejowej nr 308. Ma długość 1025 m i jest jednym z najdłuższych tuneli w Polsce.
15 maja 1882 roku otwarto pierwszy odcinek linii kolejowej do Kowar. Budowa dalszego ciągu linii wymagała pokonania Przełęczy Kowarskiej położonej na wysokości 727 m n.p.m. Nachylenie torów byłoby dla pociągów zbyt strome, niezbędne stało się przebicie pod przełęczą tunelu. Prace rozpoczęto jesienią 1901 roku. Przeciągały się z powodu trudnego terenu, a także kilkukrotnej zmiany wykonawców. 4 czerwca 1905 r. tunelem przejechał pierwszy pociąg do Kamiennej Góry. Od tego czasu pociągi zaczęły kursować na linii kolejowej Kamienna Góra – Jelenia Góra. Ukończona w 1932 r. elektryfikacja linii umożliwiła przejazd cięższych składów, których nie mogły wyciągnąć parowozy, ponadto radykalnie zmniejszyło się zanieczyszczenie powietrza. Po II wojnie światowej na mocy porozumienia władz radzieckich i polskich elektryfikację linii zlikwidowano i znów kursowały parowozy. Ostatni pociąg przejechał tunelem pod koniec lat 80., ale dopiero w 2007 roku formalnie go zamknięto.
Tunel pod Przełęczą Kowarską ma obudowę murowaną z kamieni. Przebiega po łuku, wskutek czego z jego środka nie widać wylotów i jest zupełnie ciemno. Po zamknięciu linii kolejowej niewielka część szyn została przez złomiarzy rozmontowana. Obecnie w tunelu nie ma już szyn i podkładów kolejowych. Tunel osmolony jest przez sadzę z parowozów.
Po zamknięciu tunelu stał się on atrakcją turystyczną i często jest zwiedzany, mimo że formalnie nie znajduje się na żadnym szlaku turystycznym. Opuszczony i nienaprawiany tunel przecieka. W jednym miejscu z jego bocznej ściany wypływa spory strumień wody, liczne przecieki znajdują się także na stropie i w wielu innych miejscach tunelu. Zimą wypływająca z nich woda zamarza tworząc sople.
Nad tunelem przebiega tzw. Droga Głodu.

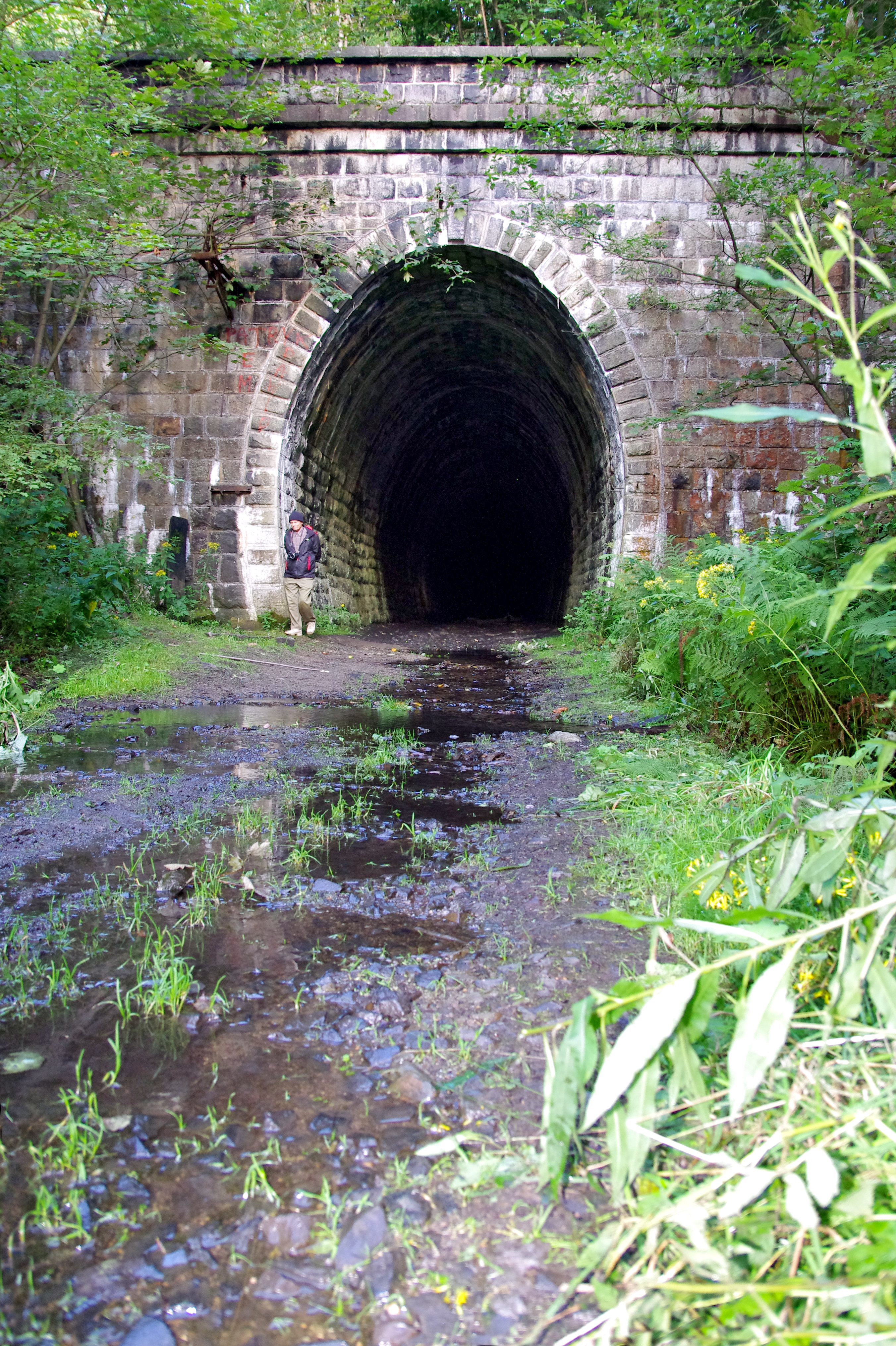
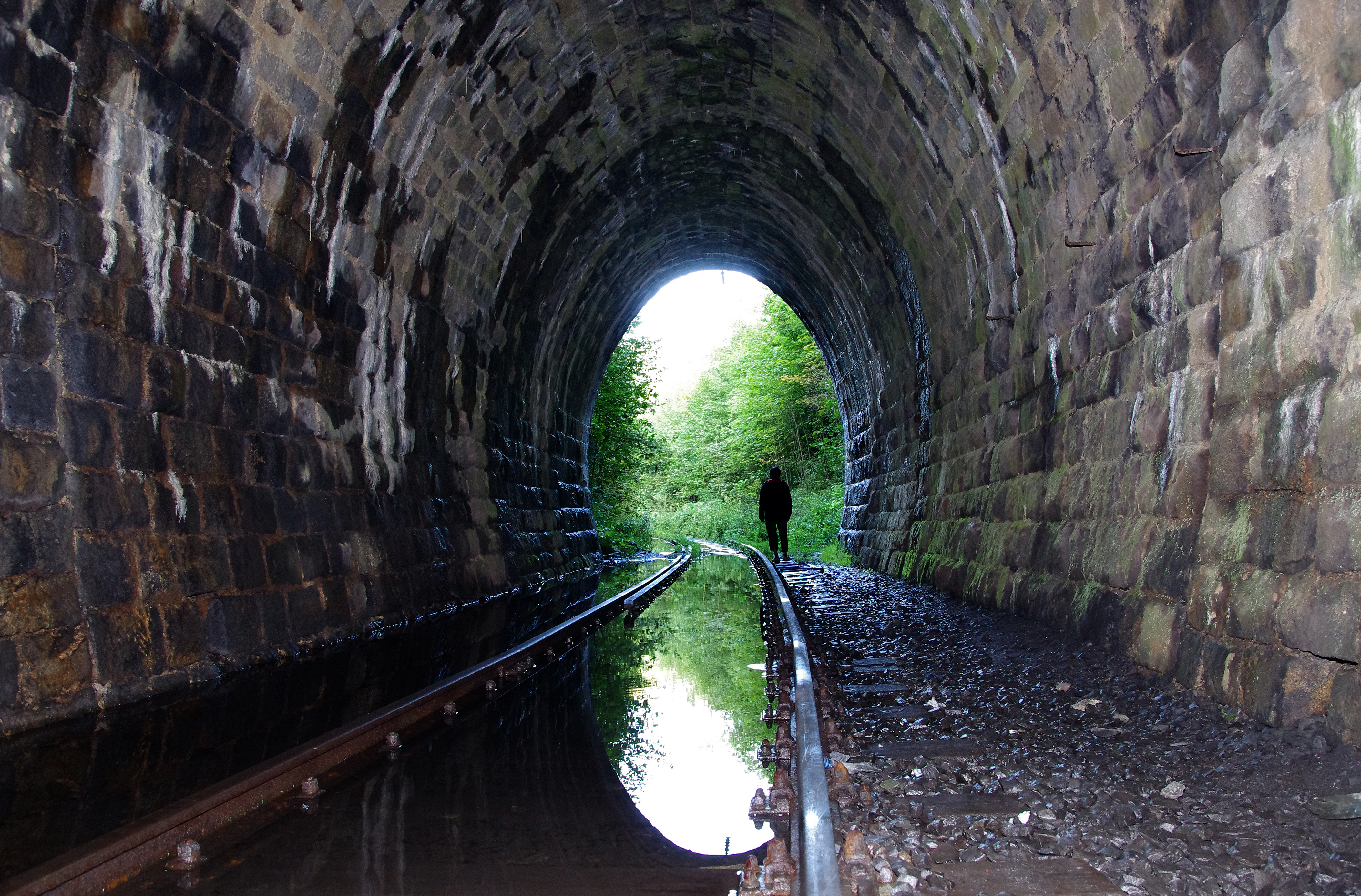
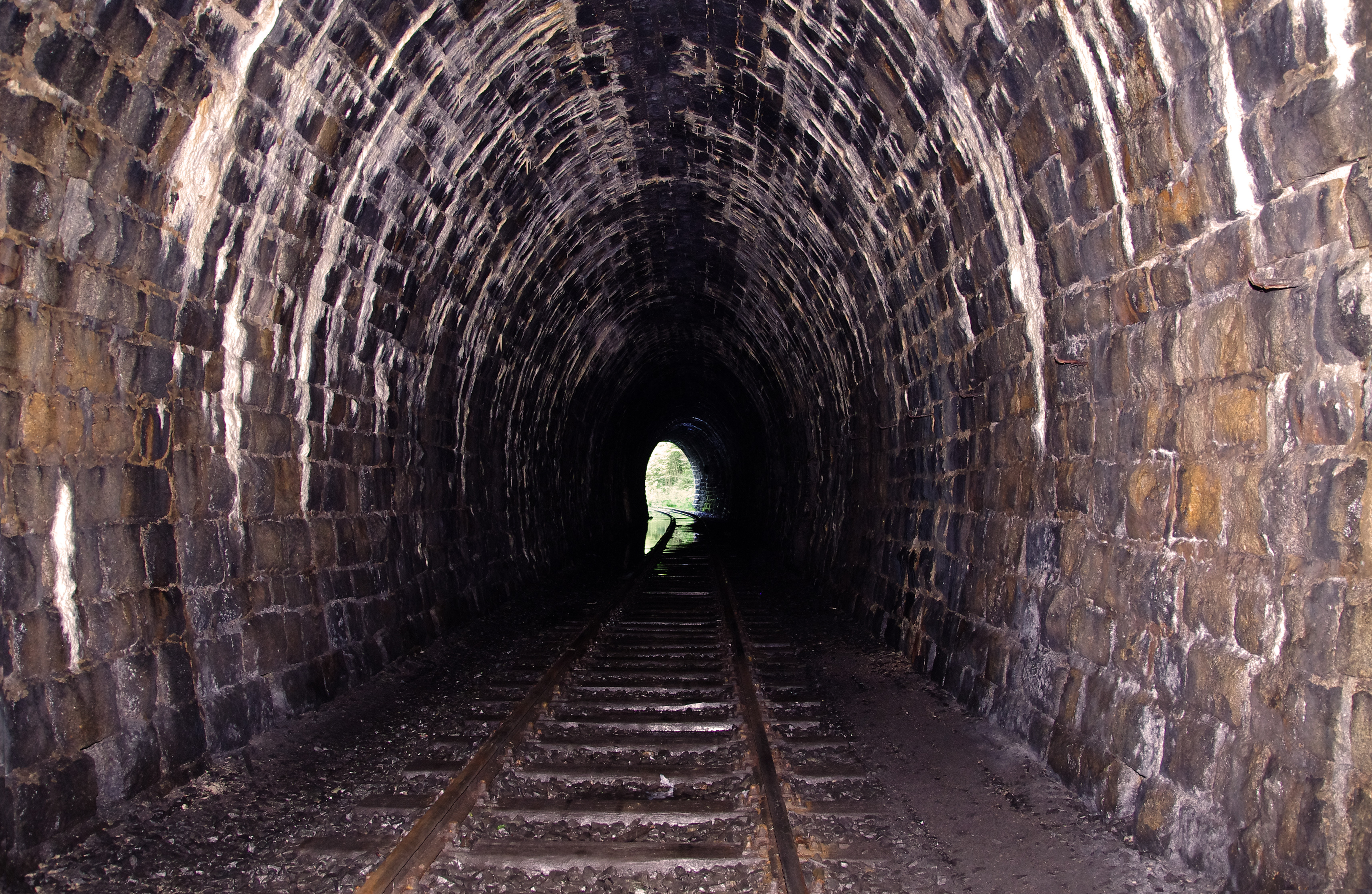
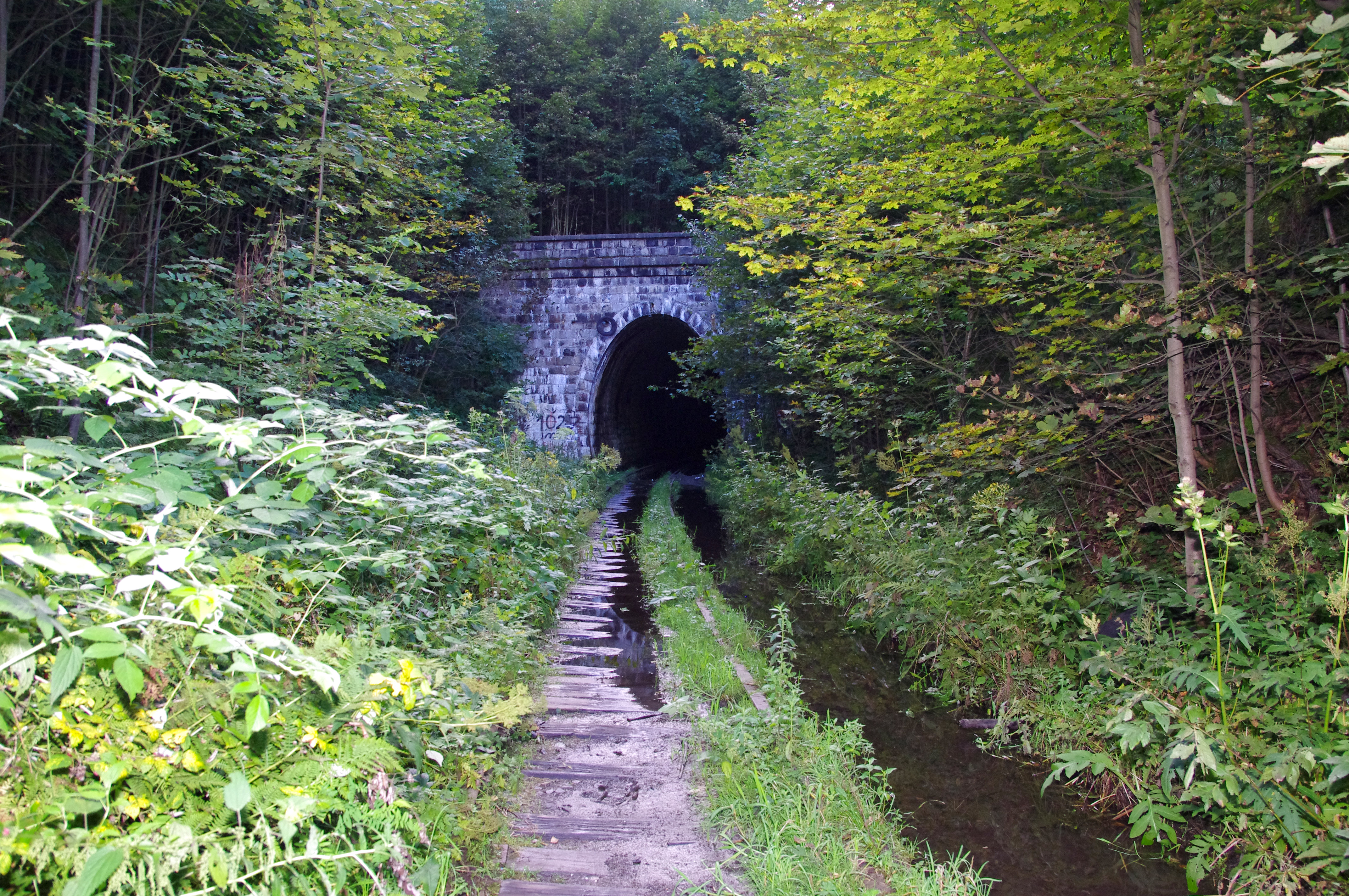
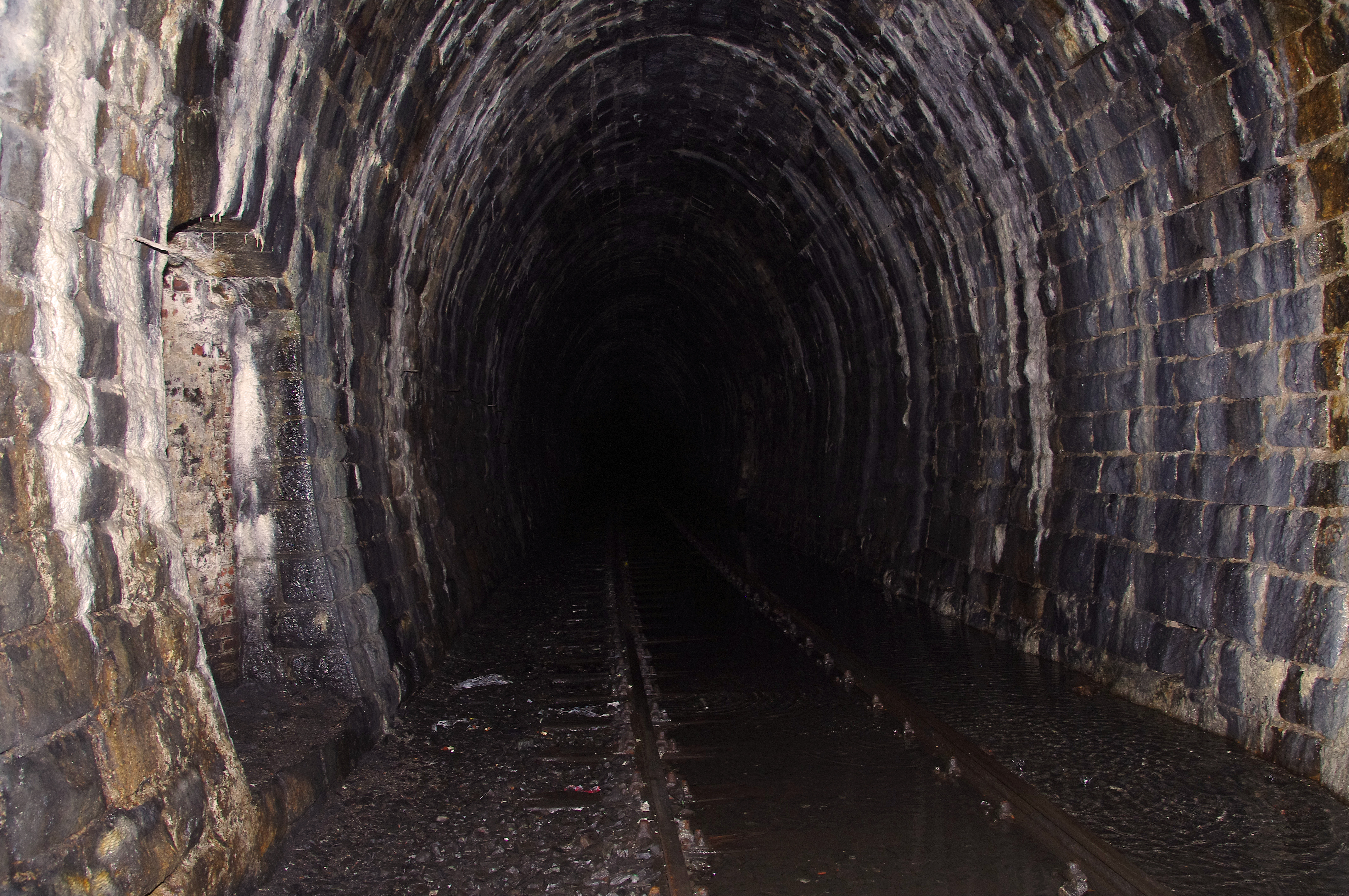